# Rebekka Reuber
Rebekka Reuber (* 1978 in Kaiserslautern) ist eine deutsche Drehbuchautorin.

## Leben
Rebekka Reuber absolvierte ihre filmische Ausbildung an der FH Dortmund und von 2010 bis 2012 an der Hamburg Media School (Fachbereich Drehbuch).
Ihr Abschlusskurzfilm Dedowtschina war 2013 für den First Steps Award und den Max Ophüls Preis nominiert.
Mit Marie-Therese Thill kreierte sie die Thriller-Reihe Im Schatten der Angst (ZDF/ORF), für die sie auch den ersten Film schrieb. 
Für ihre Arbeit an der 2. Staffel der Anthologie-Serie Am Ende – Die Macht der Kränkung wurde Reuber gemeinsam mit Agnes Pluch und Marie-Therese Thill mit der Romy für das Beste Drehbuch TV/Stream ausgezeichnet.

## Filmografie
- 2011: Exmun (Kurzfilm)
- 2012: Dedowtschina (Kurzfilm)
- 2019: Im Schatten der Angst (Fernsehfilm)
- 2022: Am Ende – Die Macht der Kränkung (Fernsehserie)